# Pulse (Album)
Pulse (auch P • U • L • S • E geschrieben) ist ein Live-Doppelalbum und Live-Video von Pink Floyd, die 1995 nach der The-Division-Bell-Tournee von 1994 veröffentlicht wurden. Album und Video enthalten eine Live-Aufnahme des vollständigen Albums The Dark Side of the Moon.
Das Video war erst nur als VHS und Video-CD erhältlich; nach mehreren Verzögerungen erschien es am 10. Juli 2006 dann auch auf DVD. Es dokumentiert das vollständige – live per Pay-per-View im TV übertragene – Konzert vom 20. Oktober 1994 im Londoner Earls Court. Das Livealbum dagegen ist ein Zusammenschnitt mehrerer Konzerte der Tournee. 

## Entstehung
Die Aufnahmen für die CD wurden zwischen August und Oktober 1994 auf Konzerten in London, Rom, Modena und Hannover mit dem Le Voyageur 11 Mobile analog mitgeschnitten. Das Video wurde komplett am 20. Oktober 1994 im Londoner Earls Court aufgenommen.
Das Zusammenschneiden der verschiedenen Auftritte für das Album Pulse wurde zum Teil kritisiert, da man so – im Gegensatz zum Video – kein „echtes“ Konzert geboten bekam. Darüber hinaus wurden verschiedene Titel des Albums im Studio nachträglich überarbeitet. David Gilmour und Co-Produzent James Guthrie betonten jedoch, dass – im Gegensatz zum vorherigen Livealbum Delicate Sound of Thunder – keine Liedteile im Studio neu aufgenommen und eingemischt wurden. Es wurden lediglich falsche Noten und ähnliches für die Veröffentlichung korrigiert, indem man die entsprechenden Instrumenten- bzw. Gesangsparts aus anderen Live-Aufnahmen herausnahm und anstatt der fehlerhaften Passagen verwendete. Die Band begründete diese Vorgehensweise damit, dass man den hohen klanglichen Ansprüchen, die an ein Pink-Floyd-Album gestellt werden, gerecht werden wollte. Trotzdem gilt das Album bei einigen Fans aus diesen Gründen nicht als „richtiges“ Livealbum. Aus dem Publikum aufgenommene Bootlegs der Konzerte zeigen jedoch, dass sich die nachträglichen Änderungen tatsächlich auf die beschriebenen Details beschränken.
Pulse wurde im Q-Sound-Verfahren abgemischt um ein natürlicheres, weiteres Klangfeld abzudecken. Q-Sound ermöglicht ein Semi-Raumklang-Hörerlebnis mit nur zwei Lautsprechern. Dasselbe Verfahren wurde schon 1992 von Roger Waters, dem ehemaligen Kopf von Pink Floyd, für sein Album Amused to Death benutzt.

## Doppel-Livealbum

### Design
Für das Album-Cover-Design zeichnete Storm Thorgerson verantwortlich. Die CDs waren vorne und hinten in ein kleines Foto-Buch eingeschoben, das in einem Schuber steckte. Auf dem Schuberrücken war eine rote Leuchtdiode angebracht, die mit einer AA-Zelle mehrere Jahre pulsierte. Die Pulsrate war auf die durchschnittliche Herzfrequenz des Menschen abgestimmt.
Bei der Neuauflage des Livealbums wurde auf dieses Ausstattungsmerkmal verzichtet und der Schuber etwas verkleinert.

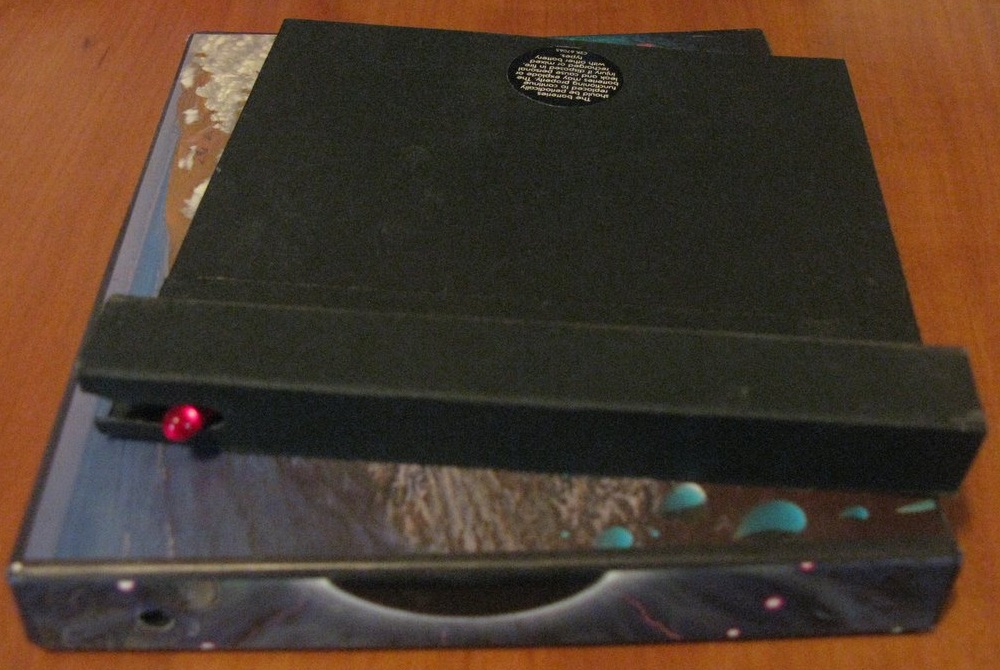
Außenpackung der Pulse-CD mit dem Platz für die Leuchtdiode.
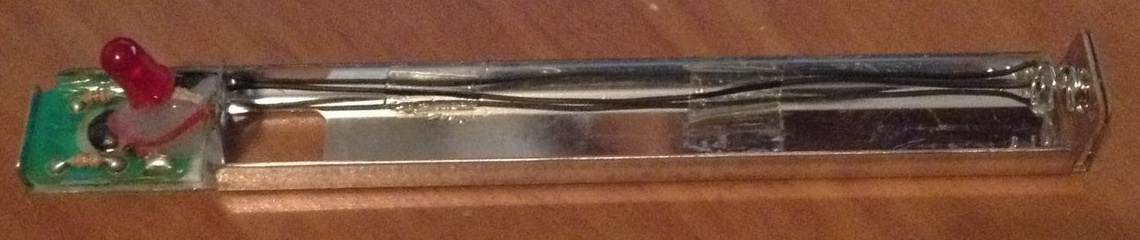
LED-Elektronik aus der Hülle entfernt.
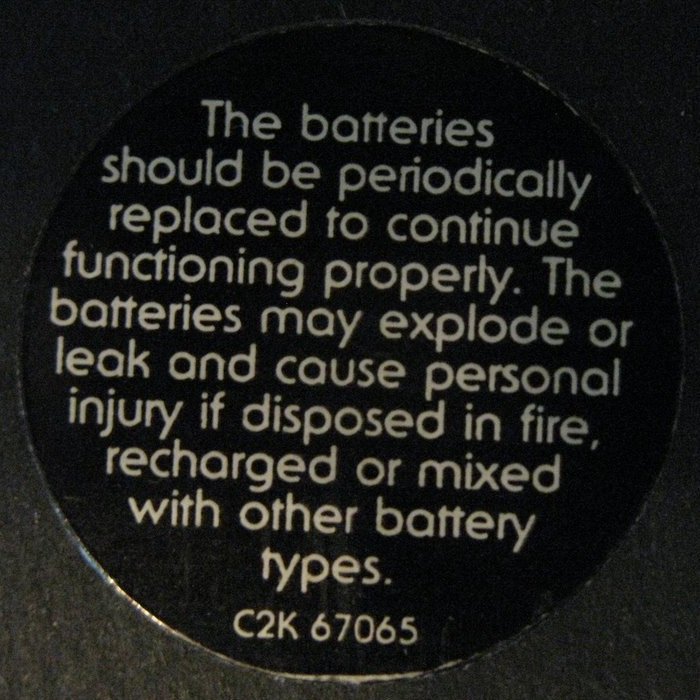
Batterie-Warnung auf der Innenseite der Verpackung.

#### Unterschiede US/Europa-Versionen
Die europäische Ausgabe des CD-Albums erschien auf EMI, während Columbia Records andernorts (u. a. USA) für die Veröffentlichung zuständig war. Beide Ausgaben enthalten zwar dieselben Lieder, jedoch gibt es einige Unterschiede an der Verpackung und am Inlay.
- Bei der US-Version der CD kann die Batterie problemlos ausgetauscht werden, da die Halterung nur in den Schuber hineingeschoben ist. Bei der europäischen (UK) Variante ist dies nur mit etwas Aufwand möglich, da Batterie und Leuchtdiode im Schuber verklebt sind.
- Der CD-Aufdruck ist bei der US-Variante etwas spartanischer ausgefallen.
- Das Inlay der europäischen Variante hat etwa 15 Seiten mehr als die US-Variante
- Die US-Version wurde regulär mit einem zusätzlichen, bedruckten Karton verkauft, welcher etwa doppelt so groß ist wie der eigentliche Buchschuber. Dabei hatte der bedruckte Karton eine passende Öffnung für die Leuchtdiode. Auf dem Karton ist eine erweiterte Version des Aufdruckes auf dem Buchschuber zu sehen.

### Formate
Die am häufigsten verkaufte Ausgabe des Livealbums ist die als Doppel-CD. Neben der oben beschriebenen Verpackung erschien in Japan im Jahr 2005 auch eine limitierte sogenannte Papersleeve-Ausgabe, bei der die gesamte Aufmachung an eine verkleinerte Ausgabe einer LP-Verpackung erinnert.
Das Album kam in einer limitierten Auflage von 5000 Stück weltweit auch auf vier Vinyl-LPs heraus. Im Gegensatz zur CD fehlt bei der LP-Box das Blinklicht. Dafür ist das kleine Booklet aus der CD als großes Buch (mit einigen zusätzlichen Fotos) Bestandteil der Box. Darüber hinaus enthält die LP-Version auch das Stück One of These Days. Diese Londoner Aufnahme des Stückes ist bisher ausschließlich auf der Pulse-LP sowie der Cassette erschienen. Die bereits 1994 erschienene CD-Single High Hopes / Keep Talking enthielt ebenfalls eine Live-Aufnahme von One of These Days, allerdings stammte diese vom Konzert im Niedersachsenstadion in Hannover am 17. August 1994.
Pulse erschien außer in den üblichen Formaten CD und LP auch noch als Cassetten-Album, ein kurze Zeit später von der westlichen Musikindustrie als Medium vollständig aufgegebenes Format. Die Doppel-Cassette enthielt neben dem auch auf dem Vinyl-Album zu findenden One of These Days noch eine 22-minütige Ambient-Klangcollage, die für gewöhnlich vor Beginn der Konzerte über die Lautsprecher zu hören war. Bis heute ist dieses meist Soundscape betitelte Stück nur auf dem Pulse-Cassetten-Album erschienen.

### Titelliste
Hauptgesang David Gilmour, sofern nicht anders angegeben.

#### CD / Cassette 1, LP 1 und 2
1. Shine On You Crazy Diamond (David Gilmour/Richard Wright/Roger Waters) – 13:35 min
  - Earls Court London, 20. Oktober 1994
2. Astronomy Domine (Syd Barrett) – 4:20 min
  - Earls Court London, 15. Oktober 1994
  - Hauptgesang: Richard Wright und David Gilmour
3. What Do You Want from Me (David Gilmour/Richard Wright/Polly Samson) – 4:10 min
  - Cinecittà Rom, 21. September 1994
4. Learning to Fly (David Gilmour/Anthony Moore/Bob Ezrin/Jon Carin) – 5:16 min
  - Earls Court London, 14. Oktober 1994
5. Keep Talking (David Gilmour/Richard Wright/Polly Samson) – 6:52 min
  - Niedersachsenstadion Hannover, 17. August 1994
6. Coming Back to Life (David Gilmour) – 6:56 min
  - Earls Court London, 13. Oktober 1994
7. Hey You (Roger Waters) – 4:40 min
  - Earls Court London, 13. und 15. (letzter Vers) Oktober 1994
  - Hauptgesang: David Gilmour und Jon Carin
8. A Great Day for Freedom (David Gilmour/Polly Samson) – 4:30 min
  - Earls Court London, 19. Oktober 1994
9. Sorrow (David Gilmour) – 10:49 min
  - Cinecittà Rom, 20. September 1994
10. High Hopes (David Gilmour/Polly Samson) – 7:52 min
  - Earls Court London, 20. Oktober 1994. Einige Teile (die Zeile „forever and ever“ und ein Teil des Lap-Steel-Solos) stammen von einem der anderen Londoner Konzerte vom 14. – 19. oder 21. – 29. Oktober 1994
  - Hauptgesang: David Gilmour und Jon Carin
11. Another Brick in the Wall (Part Two) (Roger Waters) – 7:08 min
  - Earls Court London, 21. Oktober 1994
  - Hauptgesang: David Gilmour, Guy Pratt, Hintergrundgesang Tim Renwick
12. One of These Days (nur LP und Cassette sowie Maxi-CD „High Hopes“) (David Gilmour/Nick Mason/Roger Waters/Richard Wright) – 6:45 min
  - Earls Court London, 17. und 20. (letzter Teil) Oktober 1994 (LP-Version)
  - Earls Court London, 17. Oktober 1994 (Cassette Version)
  - Niedersachsenstadion Hannover, 17. August 1994 (Maxi-CD)
  - Instrumental

#### CD / Cassette 2, LP 3 und 4
1. Speak to Me (Nick Mason) – 2:30 min
  - Cinecittà Rom, 21. September 1994
  - Instrumental
2. Breathe (David Gilmour/Richard Wright/Roger Waters) – 2:33 min
  - Earls Court London, 20. Oktober 1994
  - Hauptgesang: David Gilmour und Jon Carin
3. On the Run (David Gilmour/Roger Waters) – 3:48 min
  - Earls Court London, 20. Oktober 1994
  - Instrumental
4. Time (David Gilmour/Richard Wright/Nick Mason/Roger Waters) – 6:47 min
  - Explosion aufgenommen in London am 15. Oktober 1994. Intro aufgenommen beim Festa Nazionale dell'Unita in Modena am 17. September 1994. Der Rest des Lieds stammt, ebenso wie der Großteil von Breathe (Reprise), vom Auftritt im Cinecittà in Rom am 20. September 1994. Das Ende von Breathe (Reprise) wurde in London am 20. Oktober 1994 aufgenommen
  - Hauptgesang: David Gilmour und Richard Wright
5. The Great Gig in the Sky (Richard Wright) – 5:52 min
  - Earls Court London, 20. Oktober 1994
  - Hauptgesang: Sam Brown, Claudia Fontaine und Durga McBroom
6. Money (Roger Waters) – 8:54 min
  - Festa Nazionale dell'Unita Modena, 17. September 1994. Ein Teil des Saxophon-Solos stammt von einem der Londoner Konzerte zwischen 13. und 29. Oktober 1994.
7. Us and Them (Richard Wright/Roger Waters) – 6:58 min
  - Earls Court London, 20. Oktober 1994. Zweiter und dritter Refrain: London, 19. Oktober 1994.
8. Any Colour You Like (David Gilmour/Richard Wright/Nick Mason) – 3:21 min
  - Earls Court London, 23. Oktober 1994. Letzter Teil: London, 19. Oktober 1994.
  - Instrumental
9. Brain Damage (Roger Waters) – 3:46 min
  - Earls Court London, 19. Oktober 1994
10. Eclipse (Roger Waters) – 2:38 min
  - Earls Court London, 19. Oktober 1994
11. Wish You Were Here (David Gilmour/Roger Waters) – 6:35 min
  - Cinecittà Rom, 20. September 1994
12. Comfortably Numb (David Gilmour/Roger Waters) – 9:29 min
  - Earls Court London, 20. Oktober 1994
  - Hauptgesang: David Gilmour und Richard Wright
13. Run Like Hell (David Gilmour/Roger Waters) – 8:36 min
  - Earls Court London, 15. Oktober 1994
  - Hauptgesang: David Gilmour und Guy Pratt
14. Soundscape (nur auf Cassette) (ohne Songschreiberangabe) – 22:00 min

## Live-Video
Das Live-Video erschien zunächst zeitgleich mit dem Livealbum im Juni 1995 als VHS-Kaufvideo und Laserdisc sowie als Video-CD. Der Inhalt wich allerdings vom Livealbum ab. So fehlt u. a. Astronomy Domine, dafür finden sich One of These Days und Take It Back auf dem Video. Zudem wurde auf der Laserdisc die Reihenfolge verändert, damit die zweite Seite ausschließlich die Titel der The Dark Side of the Moon enthält. Im Gegensatz zum Album besteht das Video nicht aus Aufnahmen mehrerer Konzerte, sondern aus dem Live-Mitschnitt des Konzerts vom 20. Oktober 1994 im Londoner Earls Court, das zuvor bereits als eine der ersten Pay-per-View-Live-Übertragungen weltweit im Fernsehen zu sehen war. Gegenüber der live gesendeten Version wurde die veröffentlichte Video-Version geringfügig neu geschnitten. Beispielsweise ist ein Verspieler bei Shine On You Crazy Diamond herausgeschnitten. Weiterhin wurde das 2. Solo von Comfortably Numb um etwa eine Minute gekürzt. Regie führte bei der Übertragung wie beim veröffentlichten Video der renommierte Regisseur David Mallet.
Die Video-CD und die Laserdisc wurden aufgrund des geringen wirtschaftlichen Erfolgs dieser Formate relativ schnell wieder eingestellt, so dass über lange Zeit die VHS-Version die einzige verfügbare Ausgabe des Pulse-Konzertfilms war. Eine DVD wurde mehrfach angekündigt (zuerst für 2005, zum zehnjährigen Erscheinen des Original-Albums), allerdings verzögerte sich die Veröffentlichung immer wieder. Die DVD wurde schließlich am 11. (USA) bzw. 10. Juli 2006 (Europa, Rest der Welt) veröffentlicht. Die DVD erreichte bereits bei der Erstauslieferung Platin und ist mit derzeit 8 Fach-Platin die dritterfolgreichste Musik-DVD in den USA nach Led Zeppelin und den Eagles. In Deutschland belegte die Pulse-DVD am 21. Juli 2006 den ersten Platz der Media Control Charts.
Während die VHS-, Laserdisc und Video-CD Ausgabe das Design des Albums übernahmen, entwarf der langjährige Pink-Floyd-Designer Storm Thorgerson die Verpackung für die DVD-Veröffentlichung vollständig neu, allerdings angelehnt an Elemente des ursprünglichen Pulse-Coverdesigns.

### Titelliste
Alle Filmaufnahmen vom 20. Oktober 1994, Earls Court, London.

#### Video-CD / DVD 1
1. Shine On You Crazy Diamond (David Gilmour/Richard Wright/Roger Waters) – 13:21 min
2. Learning to Fly (David Gilmour/Anthony Moore/Bob Ezrin/Jon Carin) – 5:43 min
3. High Hopes (David Gilmour/Polly Samson) – 8:08 min
4. Take It Back (David Gilmour/Bob Ezrin/Nick Laird-Clowes/Polly Samson) – 6:00 min
5. Coming Back to Life (David Gilmour) – 6:52 min
6. Sorrow (David Gilmour) – 9:12 min
7. Keep Talking (David Gilmour/Richard Wright/Polly Samson) – 7:34 min
8. Another Brick in the Wall (Part Two) (Roger Waters) – 6:54 min
9. One of These Days (David Gilmour/Nick Mason/Roger Waters/Richard Wright) – 7:03 min

#### Video-CD / DVD 2
1. Speak to Me (Nick Mason) – 2:07 min
2. Breathe (David Gilmour/Richard Wright/Roger Waters) – 2:41 min
  - Auf der DVD-Verpackung aus unbekannten Gründen als Breathe In The Air angegeben
3. On the Run (David Gilmour/Roger Waters) – 3:43 min
4. Time (David Gilmour/Richard Wright/Nick Mason/Roger Waters) – 6:40 min
5. The Great Gig in the Sky (Richard Wright) – 5:18 min
6. Money (Roger Waters) – 8:43 min
7. Us and Them (Richard Wright/Roger Waters) – 7:06 min
8. Any Colour You Like (David Gilmour/Richard Wright/Nick Mason) – 3:15 min
9. Brain Damage (Roger Waters) – 3:49 min
10. Eclipse (Roger Waters) – 2:59 min
11. Wish You Were Here (David Gilmour/Roger Waters) – 6:09 min
12. Comfortably Numb (David Gilmour/Roger Waters) – 9:36 min
13. Run Like Hell (David Gilmour/Roger Waters) – 8:02 min

#### Laserdisc
Seite 1
1. Shine On You Crazy Diamond
2. Learning to Fly
3. High Hopes
4. Take It Back
5. Coming Back to Life
6. Sorrow
7. Keep Talking

Seite 2: The Dark Side of the Moon
1. Speak to Me
2. Breathe
3. On the Run
4. Time
5. The Great Gig on the Sky
6. Money
7. Us and Them
8. Any Colour You Like
9. Brain Damage
10. Eclipse

Seite 3
1. Another Brick in the Wall (Part Two)
2. One of These Days
3. Wish You Were Here
4. Comfortably Numb
5. Run Like Hell

### DVD-Bonus-Material
Neben dem vollständigen Konzert enthält die DVD umfangreiches Bonusmaterial, unter anderem diverse Pink-Floyd-Musik-Videos sowie einige der zum Teil speziell gedrehten, während der Konzerte auf den runden Schirm im Hintergrund der Bühne projizierten Einspielfilme (sogenannte Screen Films). Darüber hinaus gibt es einige weitere Live-Videos unter der Bezeichnung Bootlegging the Bootleggers, für die sogenannte Bootlegs (d. h. illegale Aufnahmen von Konzertbesuchern) zu Live-Videos zusammengeschnitten und mit offiziellen Tonaufnahmen der betroffenen Konzerte versehen wurden.

#### DVD 1
Bootlegging the Bootleggers
1. What Do You Want from Me (David Gilmour/Richard Wright/Polly Samson) – 4:26 min
2. On the Turning Away (David Gilmour/Anthony Moore) – 6:46 min
3. Poles Apart (David Gilmour/Nick Laird-Clowes/Polly Samson) – 7:59 min
4. Marooned (Richard Wright/David Gilmour) – 5:57 min

Screen Films
1. Shine On You Crazy Diamond – 8:24 min
2. Learning to Fly (Version 1987) – 1:56 min
3. High Hopes – 8:11 min

Music Videos
1. Learning to Fly – 4:43 min
2. Take It Back – 5:00 min

Sonstiges
- Pulse-Fernsehwerbung
- Tourplan
- Bühnenpläne

#### DVD 2
Screen Films
1. Speak to Me (Graphic Version) – 1:42 min
2. On the Run – 3:43 min
3. Time (Version 1994) – 2:17 min
4. The Great Gig in the Sky (Wave Version) – 4:11 min
5. Money (Version 1987) – 2:47 min
6. Us and Them (Version 1987) – 7:13 min
7. Brain Damage – 3:59 min
8. Eclipse – 1:41 min
9. Speak to Me (Version 1987) – 2:05 min
10. Time (Ian Emes-Version) – 2:18 min
11. The Great Gig in the Sky (Animation Version) – 4:42 min
12. Money (Alien Version) – 1:44 min
13. Us and Them (Version 1994) – 7:28 min

Bonus Live Material
1. Wish You Were Here (Pink Floyd Rock and Roll Hall of Fame Einführung 1996) – Pink Floyd & Billy Corgan – 4:50 min

Sonstiges
- Fotogalerie
- Coverdesigns
- Hinter-der-Bühne-Aufnahmen Say Goodbye to Life as We Know It

## Besetzung
- David Gilmour – Gitarre, Gesang
- Nick Mason – Schlagzeug
- Richard Wright – Keyboard, Gesang
- Jon Carin – zusätzliches Keyboard, Gesang
- Guy Pratt – Bass, Gesang
- Gary Wallis – Percussion
- Tim Renwick – Gitarre, Gesang
- Dick Parry – Saxophon
- Sam Brown – Gesang, Backgroundgesang
- Claudia Fontaine – Backgroundgesang
- Durga McBroom – Backgroundgesang

## Kommerzieller Erfolg

### Chartplatzierungen
| ChartsChartplatzierungen       | Höchstplatzierung | Wochen |
| ------------------------------ | ----------------- | ------ |
| Deutschland (GfK)              | 1 (66 Wo.)        | 66     |
| Österreich (Ö3)                | 1 (20 Wo.)        | 20     |
| Schweiz (IFPI)                 | 1 (25 Wo.)        | 25     |
| Vereinigte Staaten (Billboard) | 1 (22 Wo.)        | 22     |
| Vereinigtes Königreich (OCC)   | 1 (29 Wo.)        | 29     |

| ChartsJahrescharts (1995)    | Platzierung |
| ---------------------------- | ----------- |
| Deutschland (GfK)            | 18          |
| Österreich (Ö3)              | 11          |
| Schweiz (IFPI)               | 14          |
| Vereinigtes Königreich (OCC) | 43          |

| ChartsJahrescharts (2006) | Platzierung |
| ------------------------- | ----------- |
| Deutschland (GfK)         | 39          |
| Schweiz (IFPI)            | 89          |

### Auszeichnungen für Musikverkäufe
| Land/Region                  | Auszeichnungen für Musikverkäufe (Land/Region, Auszeichnung, Verkäufe) | Verkäufe    |
| ---------------------------- | ---------------------------------------------------------------------- | ----------- |
| Argentinien (CAPIF)          | Gold                                                                   | 30.000      |
| Australien (ARIA)            | Platin                                                                 | 70.000      |
| Belgien (BRMA)               | Gold                                                                   | 25.000      |
| Deutschland (BVMI)           | Platin                                                                 | 500.000     |
| Europa (IFPI)                | Platin                                                                 | (1.000.000) |
| Frankreich (SNEP)            | Platin                                                                 | 300.000     |
| Italien (FIMI)               | Gold                                                                   | 50.000      |
| Kanada (MC)                  | 3× Platin                                                              | 300.000     |
| Neuseeland (RMNZ)            | 5× Platin                                                              | 75.000      |
| Niederlande (NVPI)           | Gold                                                                   | 50.000      |
| Österreich (IFPI)            | Platin                                                                 | 50.000      |
| Polen (ZPAV)                 | Platin (Pomaton EMI) · + Gold (EMI Music PL)                           | 80.000      |
| Schweiz (IFPI)               | Platin                                                                 | 50.000      |
| Spanien (Promusicae)         | Gold                                                                   | 50.000      |
| Vereinigte Staaten (RIAA)    | 2× Platin                                                              | 2.000.000   |
| Vereinigtes Königreich (BPI) | Platin                                                                 | 300.000     |
| Insgesamt                    | 6× Gold · 18× Platin ·                                                 | 3.630.000   |

| Land/Region                  | Auszeichnungen für Musikverkäufe (Land/Region, Auszeichnung, Verkäufe) | Verkäufe  |
| ---------------------------- | ---------------------------------------------------------------------- | --------- |
| Argentinien (CAPIF)          | Platin                                                                 | 8.000     |
| Australien (ARIA)            | 14× Platin                                                             | 210.000   |
| Brasilien (PMB)              | Diamant                                                                | 100.000   |
| Dänemark (IFPI)              | Gold                                                                   | 20.000    |
| Deutschland (BVMI)           | 7× Gold                                                                | 175.000   |
| Finnland (IFPI)              | Platin                                                                 | 13.965    |
| Frankreich (SNEP)            | Diamant                                                                | 100.000   |
| Kanada (MC)                  | 2× Platin                                                              | 20.000    |
| Neuseeland (RMNZ)            | 12× Platin                                                             | 60.000    |
| Österreich (IFPI)            | Platin                                                                 | 10.000    |
| Polen (ZPAV)                 | 3× Platin                                                              | 30.000    |
| Portugal (AFP)               | 4× Platin                                                              | 32.000    |
| Schweiz (IFPI)               | 3× Platin                                                              | 18.000    |
| Spanien (Promusicae)         | 2× Platin                                                              | 50.000    |
| Vereinigte Staaten (RIAA)    | 8× Platin                                                              | 800.000   |
| Vereinigtes Königreich (BPI) | 5× Platin                                                              | 250.000   |
| Insgesamt                    | 3× Gold · 59× Platin · 2× Diamant ·                                    | 1.896.000 |